# Biosupermarkt
Ein Biosupermarkt (Eigenschreibweise häufig kurz Biomarkt) ist ein Supermarkt, der sich auf den Verkauf von „Bioprodukten“ spezialisiert hat. Darunter fallen ökologisch erzeugte Bio-Lebensmittel und Bedarfsgüter. Zu den Biosupermärkten zählt man Geschäfte mit einer Verkaufsfläche ab 400 m², die ihre Waren meist von einem Großhändler beziehen. Das gegenteilige Vermarktungskonzept für Biolebensmittel ist die Direktvermarktung der Hersteller zu meist günstigeren Preisen. Die Kette denn’s gehört zum Bio-Großhändler Dennree, die ebenfalls deutschlandweit agierenden Ketten Alnatura und basic verkaufen unter dem jeweiligen Markennamen ihrer Geschäfte auch Handelsmarken an konventionelle Händler.
Einige deutsche Bio-Supermarktketten hatten sich im Februar 2005 zum Verband der Bio-Supermärkte zusammengeschlossen, der im Dezember 2011 wieder aufgelöst wurde. Die meisten Ketten sind Mitglied im Bundesverband Naturkost Naturwaren (BNN).

## Bio-Supermarktketten
Deutschlandweit gab es im Jahr 2012 rund 2361 Naturkostfachgeschäfte, davon waren 478 Bio-Supermärkte. Die Gesamtzahl der Fachgeschäfte stagniert, die Verkaufsfläche wächst aber, da der Trend zu großen Geschäften und Ladenerweiterungen geht. 2012 wurden 42 kleine Geschäfte mit bis zu 100 m² geschlossen und 41 Bio-Supermärkte neu eröffnet. Fast die Hälfte des von allen Bioläden in Deutschland erzielten Jahresnettoumsatzes
entfällt auf die Bio-Supermärkte, von denen sich die meisten in der Hand von Ketten befinden. Die – gemessen an der Anzahl der Filialen – größten deutschen Biosupermärkte sind Alnatura, Denn’s und Bio Company.

## Arbeitnehmersituation
Die arbeitnehmerrechtliche Vertretung und tarifliche Bezahlung ist in Biosupermärkten im Vergleich zu konventionellen Supermärkten in der Gesamtheit wesentlich schlechter. Vielfach zeichnen niedrige Löhne, Überstunden und Arbeitsverdichtung die Arbeitsbedingungen der Arbeitnehmer aus.
Die beiden größten Supermarktketten, „Denn`s“ und „Alnatura“ beschäftigen jeweils mehrere tausend Mitarbeiter und haben keinen Gesamtbetriebsrat. In Denn`s Hauptlager in Töpen versuchten einige der 850 dort Beschäftigten 2019 den ersten Betriebsrat im Unternehmen zu gründen und stießen laut ver.di auf zahlreiche Behinderungen durch den Konzern. Die mit anthroposophischen Einflüssen arbeitende Supermarktkette „Alnatura“ von Götz Rehn führte einen jahrelangen Rechtsstreit gegen die Gründung eines Betriebsrates in einer Bremer Filiale. Wäre dort eine Arbeitnehmervertretung gegründet worden, wäre den Beschäftigten ein Gesamtbetriebsrat für den gesamten Konzern zugestanden. Lediglich die Berliner „Bio Company“ besitzt einen 15-köpfigen Gesamtbetriebsrat.
Alnatura, Denn`s und die Bio-Company bezahlen nach individuellen Regelungen, die teilweise den Tarifen des Einzelhandels angeglichen sind. Die Bio-Company bezahlt unter Tarif, aber Weihnachts- und Urlaubsgeld gibt es dort nicht.

## Boykottaktion
2019 haben einige Biosupermarktketten (u. a. Alnatura, Bio Company, Bio Mare und Denn’s) die Produkte der Spreewälder Hirsemühle boykottiert, da deren Chef bei der AfD aktiv ist und sich die AfD mit der Leugnung der menschengemachten globalen Erwärmung gegen mehrere wichtige Kriterien für Nachhaltigkeit positioniert hat.